# ناحیه ویتلند، شهرستان بورا، ایلینوی
ناحیه ویتلند، شهرستان بورا، ایلینوی (به انگلیسی: Wheatland Township) یک منطقهٔ مسکونی در ایالات متحده آمریکا است که در شهرستان بورا، ایلینوی واقع شده‌است. ناحیه ویتلند ۱۳۵ نفر جمعیت دارد و ۲۰۸ متر بالاتر از سطح دریا واقع شده‌است.